# Couverture (technique de combat)
Pour les articles homonymes, voir Couverture.
En combat, (escrime, boxe, karaté, etc.), la couverture est un geste défensif permettant de se protéger d’une attaque (coup) en plaçant l’arme ou la partie corporelle (poing, avant-bras, coude, bras ou épaule) sur la cible visée.
Cette forme de défense dite « passive » se différencie du blocage et de la parade qui sont des gestes dits « actifs ». La couverture est synonyme de « protection » notamment en boxe lorsque le combattants monte les bras pour se protéger contre une éventuelle attaque à la face.
Elle est utilisée soit:
- de manière anticipée en cas d’attaque adverse, notamment pour se protéger dans sa propre avancée ou attaque (exemple: monter l’épaule contre la mâchoire, se couvrir avec le bras et le gant)
- de manière instantanée lorsque l’attaque adverse est déclenchée.

## En boxe etboxe pieds-poings
La couverture en boxe est une forme de défense très usitée dans les situations de corps à corps et lorsque le combattant est submergé par une averse de coups.

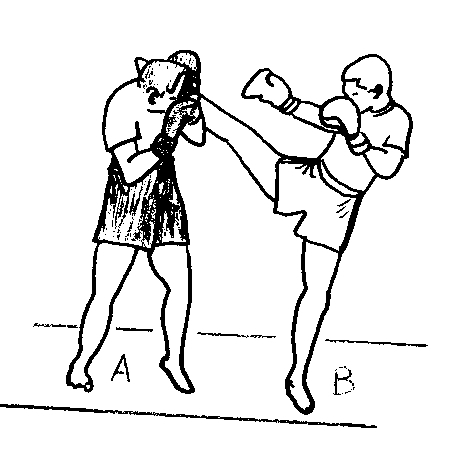
Couverture latérale avec le gant sur une attaque en coup de pied circulaire
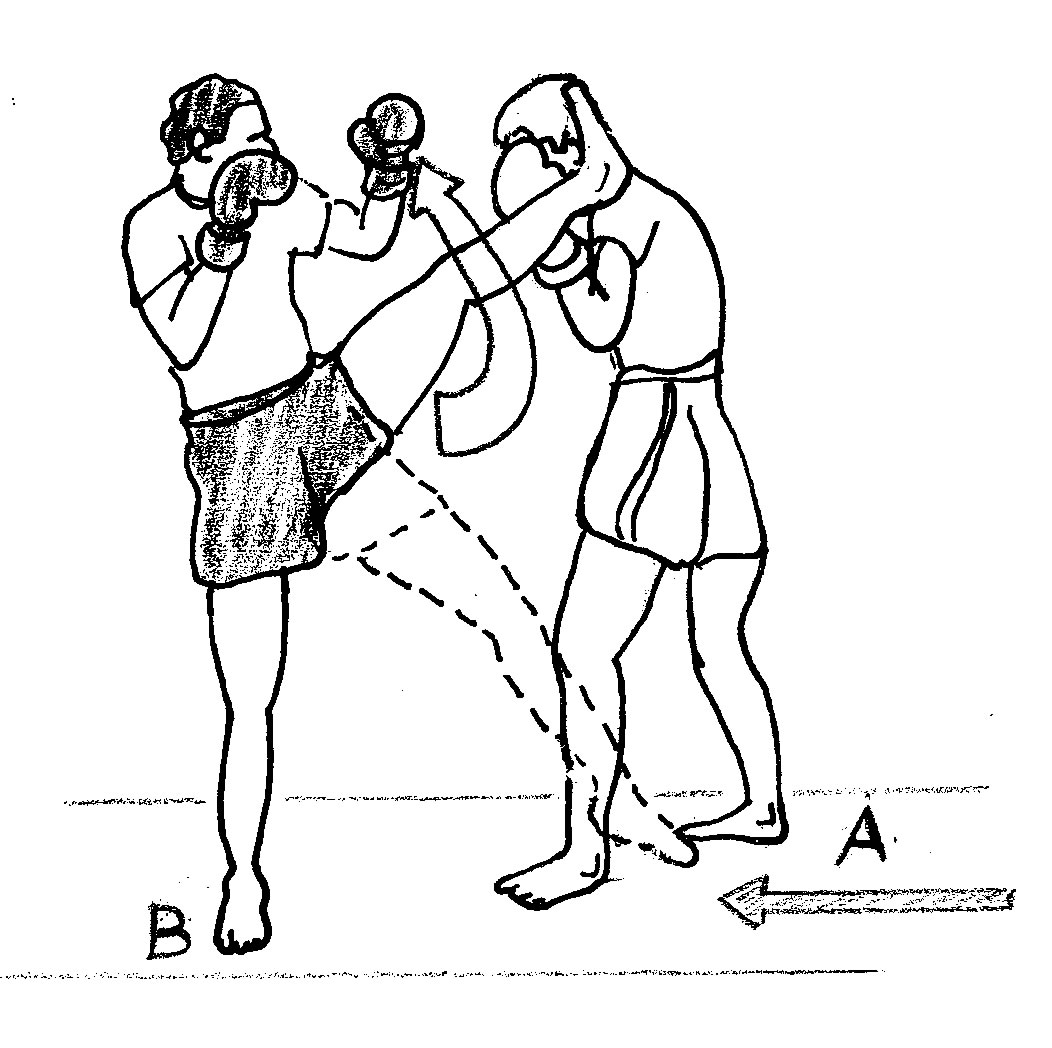
Couverture latérale avec le bras et le gant sur une attaque en coup de pied en croissant
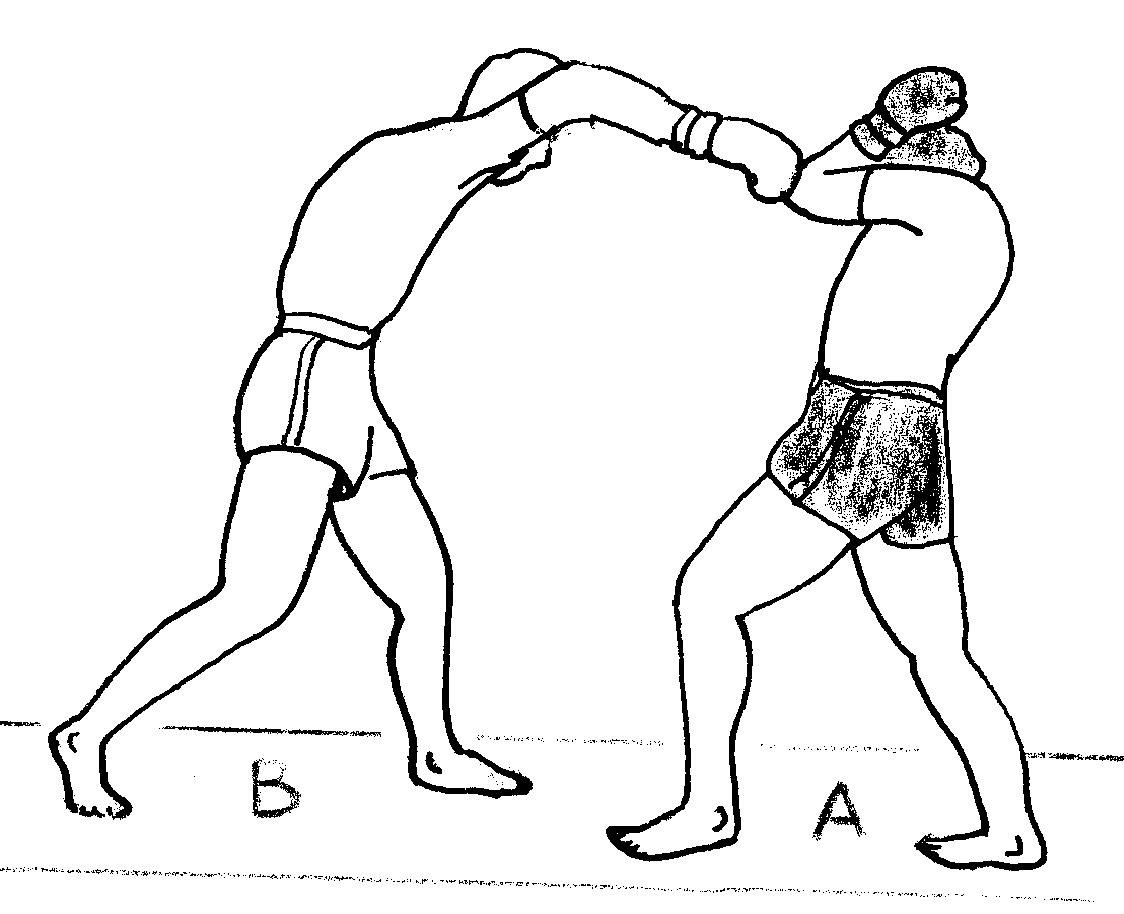
Couverture dite en « toit de la maison » sur une attaque en overcut
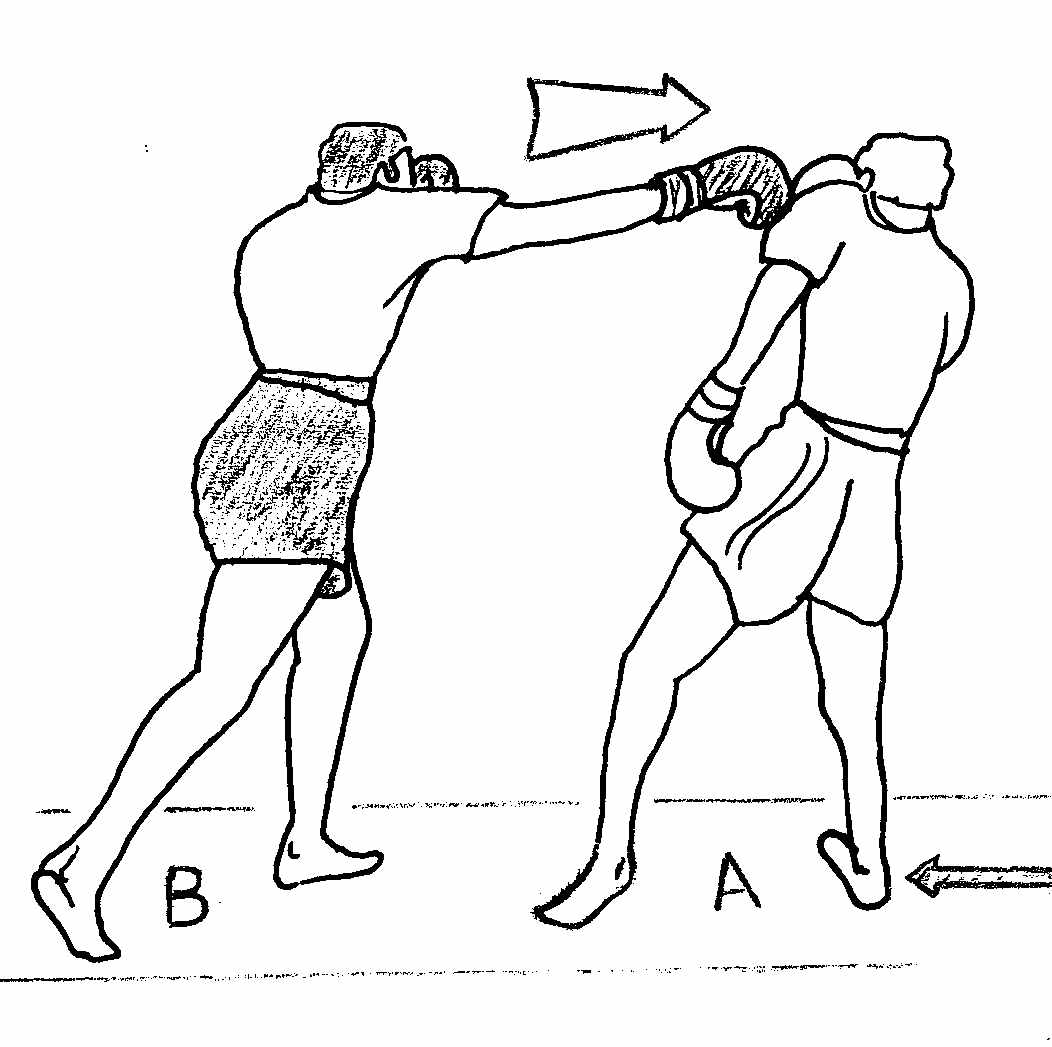
Couverture avec l’épaule sur une attaque en cross du bras arrière

## Sources
- Georges Blanchet, Boxe et sports de combat en éducation physique, Ed. Chiron, Paris, 1947
- Alain Delmas, 1. Lexique de la boxe et des autres boxes (Document fédéral de formation d’entraîneur), Aix-en-Provence, 1981-2005 – 2. Lexique de combatique (Document fédéral de formation d’entraîneur), Toulouse, 1975-1980.
- Jack Dempsey, Championship fighting, Ed. Jack Cuddy, 1950
- Gabrielle & Roland Habersetzer, Encyclopédie des arts martiaux de l'Extrême-Orient, Ed. Amphora, Paris, 2000
- Louis Lerda, J.C. Casteyre, Sachons boxer, Ed. Vigot, Paris, 1944
- Marcel Petit, Boxe : technique et entraînement, Paris, Ed. Amphora, Paris, 1972